# Factie
Een factie is een politieke groepering, met name als die deel uitmaakt van een grotere groep. Het wordt voor de moderne tijd vaak gebruikt om een groep (radicale) dissidenten binnen een politieke partij aan te duiden. Het begrip kan in het kort omschreven worden als een agerende politieke groep. Ook de omschrijving partij binnen een partij wordt gebruikt.

## Factie en fractie
Het verschil tussen factie en een fractie is dat het begrip factie niet gebonden is aan historische situaties met echte politieke partijen. Als politieke bewegingen of groepen voor de tijd dat er een parlementair systeem in een land tot ontwikkeling gekomen is, uit verschillende deelgroepen bestaan dan noemt men zo'n deelgroep een "factie". Het woord "fractie" wordt meestal in de enge betekenis gebruikt van "deel van een parlement". Een moderne factie kan daar weer een deel van zijn, zodat de fractie van een politieke partij uit verschillende wedijverende facties bestaat — maar kan ook op een buitenparlementaire groep slaan. Meestal gebruikt men het woord voor groeperingen die beperkt in omvang zijn. Het woord wordt ook pejoratief gebruikt; het heeft dan een negatieve lading. 

## Factie en partij
In democratieën komen meestal zowel politieke partijen als facties voor. Enerzijds bestaan er facties binnen bepaalde partijen. Deze facties streven vaak naar controle binnen de partij en kunnen gevormd worden rond een politiek boegbeeld, een ideologische opvatting of kritiek op de organisatie van de partij. Anderzijds kan een factie ook partijgrenzen overstijgen. Zo waren er in de jaren tachtig in de Verenigde Staten een reeks wetten tegen pornografie en sekswerk die gesteund werden door conservatieven, die deel waren van de Republikeinse Partij, en feministen, die deel waren van de Democratische Partij.

### Ontstaan van partijen
Volgens sommige politicologen spelen facties ook een belangrijk rol in het ontstaan van politieke partijen in een politiek systeem. De Amerikaanse politicoloog John F. Hoadley stelt bijvoorbeeld dat er vier processen moeten plaatsvinden voor men van een politieke partij kan spreken.
1. Factionalisme oftewel een ontstaan van kleine en onstabiele groepjes die politiek samenspannen om een concreet doel te bereiken.
2. Polarisatie oftewel het stabiliseren van de facties tot enkele consistente groepen met gedeeld opvattingen over zo veel mogelijk onderwerpen.
3. Expansie oftewel het uitbreiden van deze breuklijnen naar andere delen van de samenleving, zoals de media, intellectuelen en kiezers.
4. Institutionaliseren oftewel het toekennen van een expliciete institutionele rol aan de groepen.

### Onderscheid
Facties zijn een belangrijk studieobject in de politieke wetenschappen en worden vaak vergeleken met politieke partijen. Meestal wordt er een onderscheid gemaakt tussen partijen en facties op basis van inhoudelijke en institutionele verschillen.
- Inhoudelijk vertonen partijen een hoge mate van consensus over een zeer brede hoeveelheid onderwerpen. Meestal beweren de leden van een partij allemaal te geloven in dezelfde politieke ideologie. Facties worden echter vaak gevormd rond één standpunt of persoon en bestaan dus uit een groep mensen met vaak heel andere overtuigingen.[3]
- Institutioneel vertonen partijen een hoge mate van centralisatie, organisatie, duurzaamheid en opname in het politiek systeem. Politieke partijen hebben meestal een centraal bestuur, waardoor een strategie wordt bepaald die door de gehele partij gevolgd wordt. De partijen zijn ook bewust van zichzelf als partijen en hebben meestal een expliciete plaats in de politieke organisatie van een land. Facties daarentegen zijn meestal erg tijdelijk, slecht georganiseerd en hebben geen officiële rol te spelen in een politiek systeem. In tegenstelling tot partijen ontkennen de leden van een factie ook meestal dat ze deel uitmaken van een factie.[2]

### Factierecht en -verbod
Sommige partijen laten interne facties expliciet toe (factierecht), in andere zijn ze verboden. In communistische en socialistische partijen is het toelaten van facties een oud discussiepunt. Voorstanders, waaronder veel sociaaldemocraten en trotskisten, zien facties als een teken van een gezonde debatcultuur en interne democratie. Tegenstanders vinden dat facties (of 'factionalisme' als fenomeen) leiden tot instabiliteit en versnippering en bijgevolg tot minder slagkracht. Een alternatief is het democratisch centralisme van communistische, marxistisch-leninistische partijen, waarbij intern democratisch gediscussieerd wordt en de besluiten van de meerderheid nadien eendrachtig worden uitgevoerd.

## Voorbeelden
- De Tribune in de Communistische Partij van Nederland
- Godebaldgroep in de Politieke Partij Radikalen
- Kritisch GroenLinks in GroenLinks
- Niet Nix in de PvdA
- Nieuw Links in de PvdA
- Offensief (organisatie) in de PvdA en later de SP
- Oosterhesselengroep in de PSP
- Proletarisch Links in de Pacifistisch Socialistische Partij
- Wageningengroep in de PPR